# Alphonse de Châteaubriant
Alphonse Van Bredenbeck de Châteaubriant (auch: ...de Brédenbec...; * 25. März 1877 in Rennes; † 2. Mai 1951 in Kitzbühel) war ein französischer Schriftsteller, der mit dem Nationalsozialismus sympathisierte und im Zweiten Weltkrieg mit der deutschen Besatzungsmacht kollaborierte.

## Leben und Werk
Châteaubriant gewann 1911 den Prix Goncourt für seinen Roman Monsieur de Lourdines. Eine Deutschlandreise 1935 machte ihn zum begeisterten Anhänger des Nationalsozialismus. Im Zweiten Weltkrieg wurde er Mitglied des Zentralkomitees der Légion des volontaires français contre le bolchévisme, einer 1941 von Fernand de Brinon and Jacques Doriot gegründeten Organisation, die Freiwillige für die Ostfront rekrutierte.
Châteaubriant glaubte an ein mögliches Bündnis zwischen Großbritannien und Nazi-Deutschland und leitete die Zeitschrift „La Gerbe“, die sich als „politische und literarische Wochenzeitschrift“ verstand. Der Herausgeber war Marc Augier. Die erste Ausgabe erschien am 11. Juli 1940 mit Beiträgen von Jean Giono, Paul Morand, Jean Cocteau, Marcel Aymé und Sacha Guitry. Die Autoren der Zeitschrift propagierten ein arisches, vom Bolschewismus befreites Europa. Als im August 1944 alliierte Truppen auf Paris vorrückten, flüchtete Châteaubriant nach Deutschland. Er befand sich dort, als am 17. August die letzte Nummer der „Gerbe“ erschien. 
Ein im Zuge der Résistance 1941 von Kommunisten gegründetes Komitee setzte seinen Namen auf eine Liste mit Autoren, die es für unerwünscht hielt. 
1945 floh de Châteaubriant nach Österreich, wo er unter dem Namen Dr. Alfred Wolf in Kitzbühel lebte. Am 25. Oktober 1945 wurde er in Paris in Abwesenheit zum Tode verurteilt. 
Der Haftbefehl gegen ihn erreichte ihn in Österreich aber nicht; Châteaubriant versteckte sich in einem Kloster in Tirol. Dort starb er; zuvor veröffentlichte er 1951 eine Schrift mit dem Titel Lettre à la chrétienté mourante. Er wurde auf dem Friedhof Kitzbühel begraben.
Seine Werke sind heute vergessen.

## Werk (in Deutsch)
- Schwarzes Land. Übers. Rudolf Schottlaender. Die Schmiede, Berlin 1925 (Reihe: Romane des XX. Jahrhunderts). (Frz.: La Brière)
- Geballte Kraft. Ein französischer Dichter erlebt das neue Deutschland. G. Braun, Karlsruhe 1938. (Frz.: La gerbe des forces)

## Notizen
1. ↑  frz. Comité national des écrivains, übersetzt etwa 'Nationales Komitee von Schriftstellern'
2. ↑  sixième section des 'Cour de justice de la Seine'. Näheres zu diesem Gerichtshof hier (pdf)
3. ↑  ed. Bernard Grasset, Paris, 1951 (Auszüge)
4. ↑  Foto des Grabes
5. ↑  (Auszüge)
6. ↑  über Friedrich Sieburg, Karl Epting, Johannes Stoye, André Germain, de Châteaubriant, Bertrand de Jouvenel. Rezensionen in Perlentaucher (nach FAZ) und Francia, diese Links im Lemma Germain.
7. ↑  In Deutsch. Kurzbiografien der 6 Protagonisten in Französisch S. 50.

| Personendaten    | Personendaten                |
| ---------------- | ---------------------------- |
| NAME             | Châteaubriant, Alphonse de   |
| ALTERNATIVNAMEN  | Wolf, Alfred                 |
| KURZBESCHREIBUNG | französischer Schriftsteller |
| GEBURTSDATUM     | 25. März 1877                |
| GEBURTSORT       | Rennes                       |
| STERBEDATUM      | 2. Mai 1951                  |
| STERBEORT        | Kitzbühel                    |